# Trixagus meybohmi
Trixagus meybohmi är en skalbaggsart som beskrevs av Leseigneur 2005. Trixagus meybohmi ingår i släktet Trixagus, och familjen småknäppare. Arten är reproducerande i Sverige.